# Coleophora calcariella
Coleophora calcariella é uma espécie de mariposa do gênero Coleophora pertencente à família Coleophoridae.